# Кубай
Кубай — деревня Ирбитского муниципального образования Свердловской области, Россия.

## Географическое положение
Деревня Кубай «Ирбитского муниципального образования» расположена в 13 километрах (по автотрассе в 17 километрах) к северу от города Ирбит, на левом берегу реки Ница, на правом берегу левого притока реки Винокурка. В окрестностях деревни расположены озёра-старицы.

## Население
| 2002 | 2010 |
| ---- | ---- |
| 0    | →0   |